# I Cugini di Campagna (album)
I Cugini di Campagna (1972) è il primo album del gruppo pop italiano omonimo.

## Tracce
Lato A
1. L'uva è nera (Gianni Meccia-Ivano Michetti-Bruno Zambrini) (2.20)
2. Un letto e una coperta (Gianni Meccia-Bruno Zambrini) (3.30)
3. Simba né né (Gianni Meccia-Bruno Zambrini) (3.09)
4. Come to Canterbury (Gianni Meccia-Bruno Zambrini) ° (2.23)
5. La storia della mia vita (Anassandro-Fabio Germani) (2.30)
6. L'asino (Mario Marenco-Giampaolo Donà) (2.45)

Lato B
1. È il bel mondo di Dio (Gianni Meccia-Bruno Zambrini) (2.45)
2. La mia poesia (Luigi Romanelli) (3.08)
3. Tirin Tiron (Italo Alfaro-Gianni Meccia-Bruno Zambrini) (*)  (2.11)
4. Po po povero mondo (Gianni Meccia) (2.37)
5. Te la dico (Gianni Meccia-Bruno Zambrini) (2.11)^
6. Il ballo di Peppe (Fabio Germani-Anassandro) (2.28)^^

°   : Dal film: Canterbury proibito, regia di Italo Alfaro
(*) : Dal film: Decameron n.3,regia di Italo Alfaro
^   : Già interpretata da Annibale, sotto l'altro pseudonimo Gianpiero Muratti nel 1971 (Pull), con la partecipazione de I Cugini di Campagna nei cori.
^^  : a firma del solo Fabio Germani sul 45 giri pubblicato nel settembre del 1970
Arrangiamenti
Lato A
1,3,5,6 : Ivano Michetti
2 : Luis Enriques Bacalov
4 : Bruno Zambrini
Lato B
1,4,5,6 : Ivano Michetti
2 : Maurizio De Angelis
3 : Bruno Zambrini

## Singoli
- Pull (**)

Lato A : Un letto e una coperta (Gianni Meccia-Bruno Zambrini) (3.30)

Lato B : L'uva è nera (Gianni Meccia-Ivano Michetti-Bruno Zambrini) (2.20)
(**) : Di questo 45 giri esistono 2 edizioni con numeri di catalogo diversi: la prima "ZL 50181", la seconda "QSP 1002". Questo per il passaggio di distribuzione dalla RCA Italiana alla Fonit Cetra, tra il primo ed il secondo semestre del 1972. Le 2 edizioni presentano inoltre copertine differenti.

## Formazione
- Flavio Paulin - basso, voce
- Ivano Michetti - chitarra
- Silvano Michetti - percussioni
- Gianni Fiori - tastiere